# کارن هیلز (بازیکن فوتبال)
کارن هیلز (انگلیسی: Karen Hills؛ زادهٔ ۵ مهٔ ۱۹۷۵) بازیکن فوتبال است.
از باشگاه‌هایی که در آن بازی کرده‌است می‌توان به باشگاه فوتبال چارلتون اتلتیک اشاره کرد.